# Feuerschiff Swantewitz
Koordinaten: 53° 40′ 5″ N, 14° 31′ 4″ O

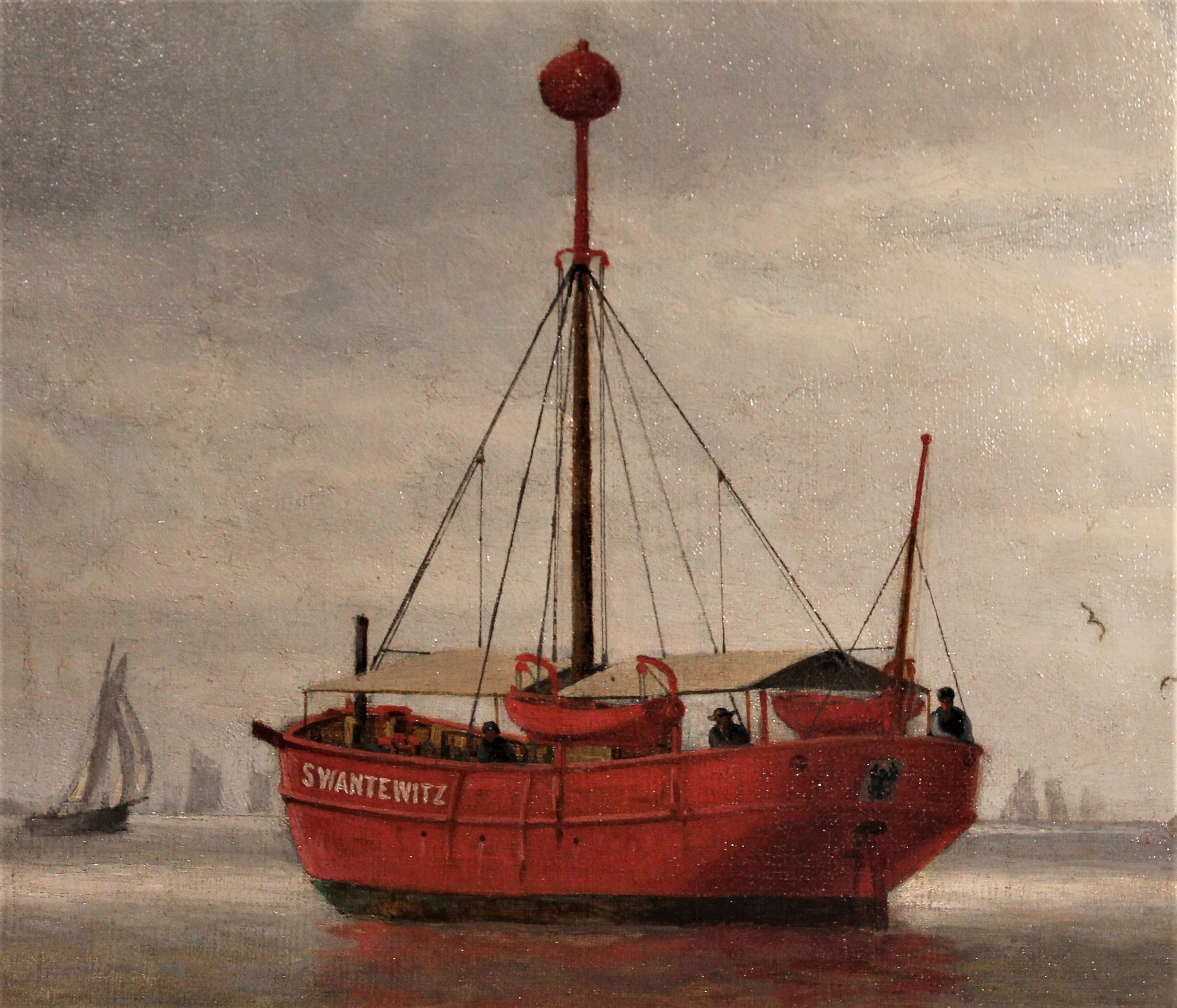
Feuerschiff Swantewitz, das Gemälde von Robert Parlow zeigt das dritte Schiff auf dieser Position

Feuerschiff Swantewitz ist die Bezeichnung dreier Feuerschiffe, die von 1858 bis 1900 auf einer Position im Bereich der Mündung der Odermündung in das Stettiner Haff lagen und für den Schiffsverkehr nach Stettin die Einfahrt in das Papenwasser, den Mündungstrichter der Oder in das Haff, markierten. Sie lagen nördlich von Ziegenort am Swantewitzer Haken.

## Geschichte
Für das Jahr 1859 werden als Befeuerung zwei weiße Lichter angegeben, deren oberes in dreißig Fuß Höhe vier, das untere zwei Seemeilen weit sichtbar gewesen sein soll. Das Schiff lag westlich des Fahrwassers an der Einfahrt in die „Kuhlen“ bei Ziegenort.
1868 wird die Lage mit „westlich des Swantewitzer Hakens“ angegeben, das Feuer ist auf der Ostseite zu passieren. Das Feuerschiff ist ein rotes Schiff mit Jachttakelage und zwei Rundumlichtern in 30 und 24 Fuß Höhe, deren Reichweite mit 3-4 beziehungsweise zwei Seemeilen angegeben wird. 1872 wird die Position 53°40,3´N-Br. 14°31,2 genannt, die Höhen der Lichter mit 31 und knapp 22 Fuß angegeben und die Reichweiten mit 7 und 2 Seemeilen.
Zu den zwei Feuern, aus Kupfer gefertigte Laternen mit Fresnel-Linsen, Parabolspiegeln und Messinglampen, kommt 1878 eine Signallaterne. Betrieben wurden die Lampen mit Petroleum, die Reichweite wird wieder mit 7 Seemeilen angegeben. Bei Nebel wird eine Glocke in Abständen von 5 Minuten mehrmals angeschlagen.
Das Schiff ist in diesem Jahr ein 1860 aus Eiche gebautes, eingedecktes Schiff von 15,7 Metern Länge, 4,9 Metern Breite und 3,5 Metern Tiefgang. Es ist rot gemalt, trägt den Stationsnamen Swantewitz in weißen Buchstaben auf beiden Seiten und führt einen Topball als Tagsignal. Daneben ist das Schiff mit einer kleinen Kanone und Signalraketen ausgerüstet. Die Besatzung besteht aus Schiffsführer, einem Matrosen und einem Schiffsjungen.
Das dritte Schiff wurde 1880 aus Eisen auf der Werft Avon & Gollnow in Grabow auf Rügen gebaut und im gleichen Jahr ausgelegt. Es war 18 Meter lang und hatte einen einzelnen Mast.
1892 wurde die Befeuerung geändert. An einem horizontalen Ring hingen drei Laternen, die ein aus allen Richtungen sichtbares, weißes Feuer von 10 Seemeilen Reichweite bildeten. Darunter hing auf der Haffseite ein einzelnes weißes Rundumlicht, 2 Meter über Deck mit 2 Seemeilen Reichweite. Das Topzeichen, ein roter Ball mit 1,5 Metern Durchmesser in 12,5 Metern Höhe, blieb unverändert.
1900 wurden auf den Molenköpfen des Leitholm Leuchtfeuer eingerichtet, die das Feuerschiff überflüssig machten. Die Insel Leitholm war zuvor auf dem Swantewitzer Haken aufgeschüttet worden. Infolgedessen wurde das Feuerschiff nicht wieder ausgelegt und die Station aufgehoben. Die Nebelsignale wurden von da an vom nördlichen Molenkopf aus gegeben.

## Weitere Quelle
- Baken-net.de